# Kotagarahalli, Magadi
Kotagarahalli là một làng thuộc tehsil Magadi, huyện Ramanagara, bang Karnataka, Ấn Độ.